# Негри, Александр Фёдорович
Александр Фёдорович Не́гри (1784—1854) — российский дипломат, историк, переводчик с восточных языков, археолог и научный писатель, вице-президент Одесского общества истории и древностей.

## Биография
Происходил из старинной греческой фамилии, жившей постоянно в Константинополе. Начав службу свою при дворе молдавского господаря Константина Ипсиланти, довольно скоро достиг известного положения и женился на старшей дочери самого Ипсиланти. Крупные политические события, лишившие его тестя господарства, оказали сильное влияние на дальнейшую судьбу Негри. В 1806 году он в качестве близкого Ипсиланти лица выехал с ним вместе в Россию, в Киев, куда по приглашению императора Александра I переселился его тесть.
В 1815 году по ходатайству того же Ипсиланти был принят на русскую службу с чином действительного статского советника и спустя некоторое время причислен к Министерству иностранных дел. Благодаря знанию турецкого, персидского, греческого и французского языков часто выполнял различные важные поручения. В 1818 году в качестве старшего советника посольства отправился в Персию в свите чрезвычайного посланника генерала А. П. Ермолова, которому было поручено получить при тегеранском дворе разрешение иметь там постоянного русского поверенного в делах и, кроме того, добиться от персидского правительства возвращения захваченных в разное время русских пленников. Благодаря знанию персидских обычаев заслужил расположение двора и получил от персидского правительства предложение самому занять место русского поверенного в Тегеране. По возвращении в Санкт-Петербург был награждён орденом Владимира 3-й ст., а со стороны персидского правительства — алмазными знаками персидского ордена Льва и Солнца. Во время пребывания в Персии вёл подробный дневник, который обработал по возвращении из путешествия.
В 1820 году получил поручение отправиться в Бухару, чтобы установить торговые отношения и добиться освобождения российских подданных, захваченных хивинцами, киргизами и туркменами и проданных в неволю в Бухару. Все возложенные на него поручения выполнил вполне удачно и представил в Министерство иностранных дел подробный журнал переговоров и переписки, которые он вёл с бухарским правительством. Им были вывезены оттуда много бухарских пленников, и в награду за труды Негри был пожалован орден Анны 1-й степени. Путешествие Негри по бухарским землям имело и некоторые научные результаты, так как внесло много нового в область географических знаний об этой стране; находившийся в составе посольства полковник Мейендорф записывал свои личные наблюдения, которые вышли потом в свет под названием «Voyage d’Orenbourg à Воuchara, fait en 1820». После этой командировки Hегри получил продолжительный отдых и не принимал никакого участия в делах до 1828 года.
Начавшаяся в том году война с Турцией потребовала его участия в постоянных переговорах с турецкими пашами. В апреле 1828 года он был назначен состоять при главном командире Черноморского флота адмирале Грейге. Ему было предписано вести переговоры и поддерживать отношения с турецкими начальниками, командовавшими крепостями на Чёрном море. При осаде крепости Анапы (6 мая — 12 июня 1828) за удачное ведение переговоров о сдаче получил бриллиантовый перстень с вензелем Его Величества и алмазные знаки ордена Анны 1-й степени. Когда русские войска приступили к осаде крепости Варны, в течение всей осады имел постоянно находился на корабле «Париж», где размещался главный штаб. С падением крепости в 1829 году был направлен к командовавшему отрядом войск на левом берегу Дуная; его неоднократно посылали с поручениями вести переговоры с теми или другими турецкими начальниками в различных крепостях, вплоть до взятия крепости Журжи. В награду получил орден Станислава 1-й степени, серебряную медаль на Георгиевской ленте в память Турецкой войны и, кроме того, 5000 десятин земли в Бессарабской области.
По заключении мира вернулся в Петербург, где всё свободное время употреблял на усовершенствование знаний восточных языков и, в частности, арабского. Потеряв жену, решил оставить Петербург, в том числе по причине плохой переносимости его климата. Выхлопотал разрешение переселиться в Одессу, куда и переехал в 1837 году. В Одессе вскоре начал активно участвовать в деятельности только что открывшегося тогда Одесского общества древностей, став одним из его сотрудников и переводя на русский язык с различных восточных поступавшие туда новые материалы. 15 ноября 1844 года был избран вице-президентом Общества и в этом звании оставался до конца жизни.
В последние годы почти лишился ног и ездил для лечения в Константинополь. Неожиданное нападение турок на Одессу 10 апреля 1854 года в начале Крымской войны, вынудило его покинуть город и сильно ухудшило его здоровье.
Умер 27 июня (9 июля) 1854 года и был погребён в Греческой церкви в Одессе.
Был женат на дочери Константина Ипсиланти, Елене (1788—1837). Приходился отцом Александросу Негрису, одному из первых греков в Бостоне (Массачусетс, США), ставшему первым профессором новогреческого языка в Гарвардском университете.

## Научно-литературная деятельность
Научно-литературная деятельность Негри началась ещё во время пребывания его в Киеве. Ещё в 1812 году он поместил в 5-й книжке «Вестника Европы» статью в защиту правителей Валахии. Кроме того, в 1815 году издал перевод сочинения Кораиса «О нынешнем просвещении Греции». Самые крупные работы Негри были напечатаны в «Записках одесского общества древностей», кроме того, в библиотеке общества хранилось в рукописи несколько переведённых им актов с турецкого языка. В 1845 году перевёл с сербского на русский язык пять глав Корана, а в 1847 году написал на греческом языке переложение сочинения Стурдзы «О должностях священного сана».
Главные работы:
- «Извлечение из турецкой рукописи, содержащей „Историю Крымских ханов“»;
- описание турецких актов, хранящихся в Обществе и городском музее древностей;
- перевод Эски — крымской арабской надписи, поясняющей строительство в Крыму в 1313 году первой мусульманской мечети;
- пересмотр перевода 158 арабских и турецких надписей, находящихся в Бахчисарае;
- перевод фирмана, данного турецким султаном Мустафой митрополиту Гедеону[5] на крымскую епархию в 1757 году.